# Bartal Zsuzsa
Bartal Zsuzsa (sz. Horváth Zsuzsanna, Komárom, 1958. február 14.) Déryné-díjas magyar színésznő.

## Életpályája
A szlovákiai Komáromban született. 1981-ben diplomázott a Színház- és Filmművészeti Főiskolán, Békés András osztályában. Pályáját a Veszprémi Petőfi Színházban kezdte. 1984-től a Madách Színház tagja lett. 1990-ben egy évadot újra Veszprémben töltött, és ugyanebben az évben Déryné-díjat kapott. 1991-től a Nemzeti Színház művésznője volt.

## Fontosabb színházi szerepei
- William Shakespeare: Szeget szeggel... Marianna, Angelo menyasszonya
- William Shakespeare: Othello... Emília
- William Shakespeare: Ahogy tetszik... Célia, Frigyes herceg lánya
- Anton Pavlovics Csehov: Cseresznyéskert... Dunyasa
- Mihail Afanaszjevics Bulgakov: A félnótás Jourdain... Beauval asszony, színésznő; Nicole, Lucille szolgálója
- Makszim Gorkij: Kispolgárok... Polja
- Lev Nyikolajevics Tolsztoj: Háború és béke... Natasa Rosztova grófnő
- Friedrich Schiller: Don Carlos... Valois Erzsébet, II. Fülöp felesége
- Arthur Miller: Édes fiaim... Lydia Lebey
- Arthur Miller: Az érseki palota mennyezete... Irina
- Friedrich Dürrenmatt: A fizikusok... Monika Stettler, ápolónő
- Federico García Lorca: Bernarda Alba háza... Magdalena
- Thornton Wilder: A házasságszerző... Minnie Fay
- Tom Stoppard: Íme egy szabad ember... Florence
- Harold Pinter: Hazatérés... Ruth
- Ion Luca Caragiale: Zűrzavaros éjszaka... Zita
- Colin Higgins: Maude és Harold... Sylia Gazel
- Ray Coney: Páratlan páros... Mary Smith
- Jókai Mór – Tolcsvay László – Böhm György – Korcsmáros György: A kőszívű ember fiai... Alfonsine
- Mikszáth Kálmán – Karinthy Ferenc – Benedek András: A Noszthy fiú esete Tóth Marival... Rozi
- Móricz Zsigmond: Kismadár... Böske
- Kosztolányi Dezső: Édes Annan... Édes Anna
- Heltai Jenő: Tündérlaki lányok... Sárika
- Eörsi István: Párbaj egy tisztáson... Livinska
- Örkény István: Macskajáték... Ilus
- Sütő ANdrás: Advent a Hargitán... Árvai Réka
- Gyurkovics Tibor: Császármorzsa... Anna
- Bródy Sándor: A tanítónő... kántorkisasszony
- Szakonyi Károly: Vidám finálé... Kati
- Csukás István: Ágacska... Ágacska
- Weöres Sándor: A kétfejű fenevad... Báthory Susánna
- Weöres Sándor: Holdbéli csónakos... Pávaszem
- Tabi László: Pardon, százegy percre! – Tabi László szerzői estje... szereplő
- Kocsis István: Árpád-házi Szent Margit... Badoldi Csenge, Margit apácatársa
- Eisemann Mihály – Szilágyi László: Én és a kisöcsém... Vadász Frici
- Georg Kaiser: A főnyeremény... Ottília, Exner felesége
- Dušan Kovačevič: A profi... Márta
- Harvey Fierstein: Elvarratlan szálak... June, ügyvéd
- Alfred de Musset: Lorenzaccio... Caterina Soderini, Lorenzo unokahúga
- Charles Webb – Pozsgai Zsolt: Diploma előtt... Anya
- Boris Vian: Mindenkit megnyúzunk... Cyprienne

## Filmek
- Optimisták (1981)
- Liszt Ferenc élete (sorozat) (1982)
- Vásár (1985)
- Advent a Hargitán
- II. József
- Drámaírók műhelyében
- Fanni hagyományai
- Egy lepecsételt lakás (1987)
- Senki nem tér vissza (sorozat, 1987)
- Szamárköhögés (1987)
- Miss Arizona (1988)
- Szomszédok (sorozat; Doktornő a 44–45. részben, 1988/89)
- Éretlenek (sorozat; A kölcsön visszajár c. részben, 1995)
- Szelídek (1996)